# Marca de los esclavos

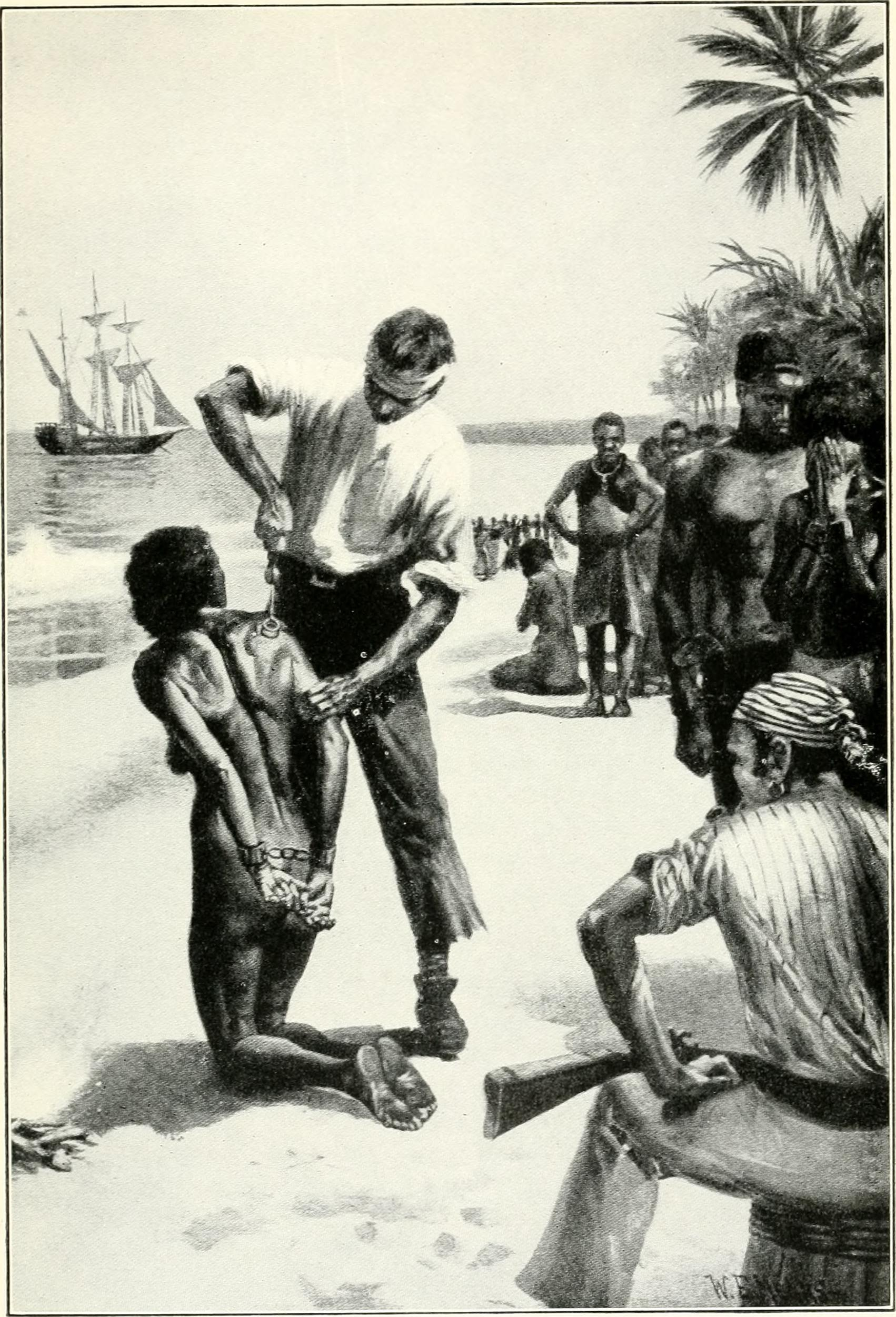
Ilustración de una esclava siendo marcada

La Marca de los esclavos, también llamada Carimba en algunos países de Latinoamérica, es una marca que se hacía con un hierro de marcar sobre la piel de los esclavos, la cual tenía forma de una letra o símbolo, y eran colocadas principalmente en el hombro, pómulo o en la frente. Estas marcas tenían la función de indicar el propietario del esclavo y determinar el pago de impuestos por su entrada como mercancía.

## Historia
En Mesopotamia se le aplicaban marcas y tatuajes a los esclavos para identificar la propiedad o como una forma de castigo. En las tablillas cuneiformes del inicio del 3000 a. C. se registraron personas marcadas como propiedad, además se documentaron disputas por esclavos marcados. Hacia 1292 a. C, en el antiguo Egipto era habitual marcar a los esclavos con metales candentes, esta práctica quedó registrada en pinturas y murales.
Los antiguos griegos solían aplicar a los esclavos una marca con un símbolo de delta «Δ» por doulos que significaba esclavo, y los romanos marcaban a los esclavos que huían con la letra «F» de fugitivos.
En Francia los esclavos galeote eran marcados con una «TF» que significaba trabajos forzados, la práctica se mantuvo hasta 1832. En Inglaterra, en el siglo XVI, se aprobó una ley en la cual los vagabundos que huían del trabajo servicio forzoso eran marcados con una «S» de «slaves».

### América

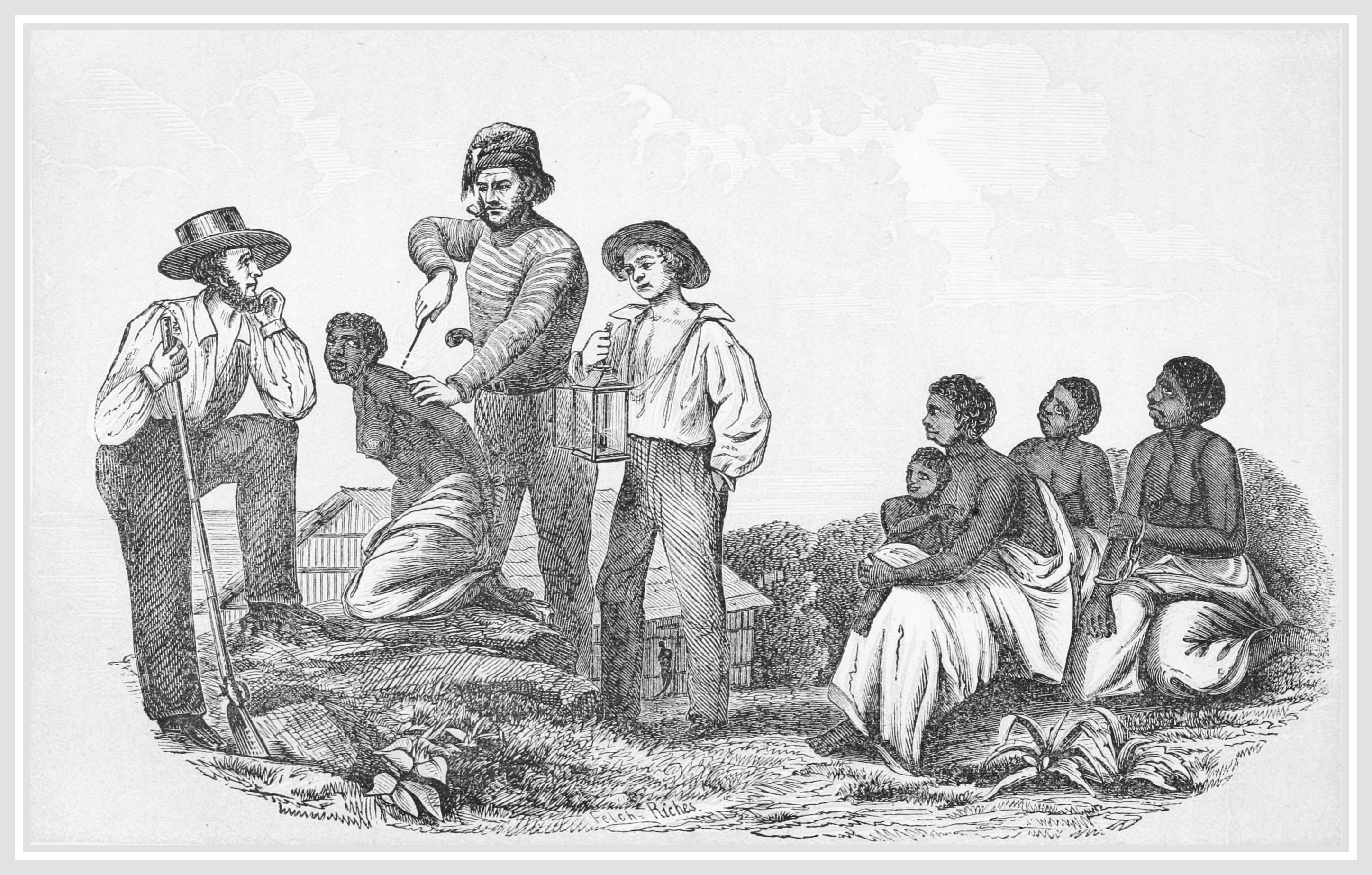
Ilustración del marcado de esclavos

El marcado de esclavos fue trasladado por los españoles a América (donde también los indígenas como el Imperio azteca practicaban la esclavitud), desde 1511 estos procedían a marcar a los indios esclavizados con una «F» en su frente, aunque se marcaban a los libres también y en 1532 se prohibió marcarlos en el rostro, aunque fue posteriormente restablecida. En 1679 se prohibió la esclavitud de los indígenas, aunque se seguían tomando como esclavos a los rebeldes, con la prohibición de esclavizar indígenas, la esclavitud se extendió hacia los africanos que recibirían las marcas.
La marca se aplicaba a todo esclavo, indio y negro, sin importar su edad y sexo, incluso se marcaban a los niños. El proceso consistía en aplicar papel engrasado en el cuerpo del esclavo y oprimir contra este el hierro con la marca, luego se procedía a aplicar aceites o polvos para cicatrizar la herida. De preferencia se marcaba en zonas visibles como el pecho, hombros, espalda, brazos, piernas y la cara.
La forma de la marca podía variar, desde una letra o símbolo como una flor de lis o una estrella en las mejillas, y a veces se colocaba el nombre y profesión del propietario. Las marcas incluían letras del alfabeto latino y del griego, también números o monogramas similares con los que se marcaba al ganado.
A los esclavos que huían o cometían algún delito se les marcaba con el hierro o por medio de mutilaciones como forma de castigo, era habitual el cortar orejas. Sin embargo, algunos propietarios evitaban el uso de estos castigos debido a que al momento de querer vender al esclavo, la marca reduciría su valor, ya que identificaba al esclavo como problemático.
En general, los esclavos tenían dos marcas, una de la compañía que los introducía legalmente por el puerto, los que entraban por contrabando se marcaban si eran identificados posteriormente, esta marca permitía cobrar los impuestos de mercancía por los esclavos a las autoridades, que eran las encargadas de almacenar los hierros con las marcas.
La otra marca era la del propietario, esta indicaba el dueño del esclavo y permitía identificarlo en casos de fuga, algunos esclavos tenían más de una marca, ya que al cambiar de propietario se le marcaba con una nueva y, a veces, se le traba de borrar la anterior por medio de quemaduras.
El 4 de noviembre de 1784 se ordenó terminar con el marcado de esclavos africanos al entrar en los puertos por medio de una real cédula en las colonias españolas, pero en algunas regiones se mantuvo así como también en las colonias francesas. En Estados Unidos la marca se convirtió en un símbolo político usado por los abolicionistas, muchos activistas hacían referencia en sus discursos al uso del marcado de esclavos como una muestra de lo brutal de la esclavitud para atraer simpatía del público.